# Finland i olympiska sommarspelen 2016
Finland deltog med 54 deltagare vid de olympiska sommarspelen 2016 i Rio de Janeiro. Totalt vann de en bronsmedalj.

## Medaljer
| Medalj | Namn          | Sport   | Gren              |
| ------ | ------------- | ------- | ----------------- |
| Brons  | Mira Potkonen | Boxning | Damernas lättvikt |